# جوزيف دياز
جوزيف دياز (بالإنجليزية: Joseph Diaz)‏ (مواليد 23 نوفمبر 1992) هو ملاكم أمريكي، مثّل بلاده في الألعاب الأولمبية الصيفية 2012.

## روابط خارجية
جوزيف دياز على موقع بوكس ريك (الإنجليزية) (registration required)
- جوزيف دياز على موقع Tapology.com (الإنجليزية)
- جوزيف دياز على موقع أوليمبيديا (الإنجليزية)